# Fissistigma kingii
Fissistigma kingii là loài thực vật có hoa thuộc họ Na. Loài này được (Boerl.) Burkill mô tả khoa học đầu tiên năm 1935.